# ウィリアム・ユースティス
ウィリアム・ユースティス（William Eustis, 1753年6月10日 - 1825年2月6日）は、アメリカ合衆国の医師、政治家。

## 生涯
1753年6月10日、ユースティスはマサチューセッツ植民地ケンブリッジにおいて、ベンジャミン・ユースティス（Benjamin Eustis, 1720年 - 1804年）とエリザベス・ヒル（Elizabeth Hill, 1728年 - 1775年）の三男として誕生した。ユースティスはボストン・ラテン・スクールで学び、1772年にハーバード大学を卒業した。
ユースティスはジョセフ・ウォレンの下で医学を学び、アメリカ独立戦争においてウォレンの医療活動を支援した。ウォレンはバンカーヒルの戦いで戦死した。ユースティスは大陸軍に参加し、ケンブリッジで砲兵連隊の軍医を務めた。独立戦争終戦後、ユースティスはボストンで開業医となった。ユースティスは1786年から1787年にかけてのシェイズの反乱では、鎮圧軍で軍医を務めた。またユースティスは1786年から1810年まで、および1820年に、シンシナティ協会の副会長を務めた。
ユースティスは1788年から1794年までマサチューセッツ州下院議員を務めた。その後ユースティスは1801年3月4日から1805年3月3日までアメリカ合衆国下院議員を務めた。合衆国下院議員選挙においてユースティスは、ジョシュア・クィンシーやジョン・クィンシー・アダムズと接戦を演じた。1804年、ユースティスは下院においてジョン・ピカリングの弾劾裁判を実施する管理者の1人に任命され、ニューハンプシャー連邦地方裁判所で判事を務めた。
ユースティスは1809年3月7日から1813年1月13日まで、ジェームズ・マディソン大統領の下でアメリカ合衆国陸軍長官を務めた。ユースティスは陸軍長官として、1812年の米英戦争開戦に備える計画を策定した。ユースティスは米英戦争における苦戦を非難され、辞職した。
ユースティスは1814年12月19日にマディソン大統領から駐オランダ公使として任命を受けた。ユースティスは1815年7月20日に信任状を捧呈して着任し、1818年5月5日まで公使職を務めた。
ユースティスは健康的理由によりヨーロッパから帰国した。ユースティスはマサチューセッツ州ロックスベリーに大邸宅を購入し、そこで暮らした。ユースティスは再びアメリカ合衆国下院議員に選任され、1820年8月21日から1823年3月3日までアメリカ合衆国下院議員を務めた。ユースティスは下院軍事委員会において委員長を務めた。
ユースティスは1820年、1821年、1822年に計3回、マサチューセッツ州知事選挙に出馬したが、いずれも敗北した。ユースティスは1823年の州知事選挙でハリソン・グレイ・オーティスを破って当選した。ユースティスは1823年5月31日に州知事に着任した。ユースティスは1815年のハートフォード会議でニューイングランド諸州が連邦離脱を検討したことを嫌悪し、ハートフォード会議を支持した連邦党員を非難した。
州知事在任中の1825年2月6日、ユースティスはマサチューセッツ州ボストンにおいて死去した。ユースティスの遺体はマサチューセッツ州レキシントンのオールド墓地に埋葬された。

## 家族
1810年、ユースティスはマサチューセッツ州チェルシーにおいて、ニューハンプシャー州最高裁判所陪席裁判官ウッドベリー・ラングドンの娘のカロライン・ラングドン（Caroline Langdon, 1780年 - 1865年）と結婚した。2人の間には子供が生まれなかった。